# Angelos Vlachos (1838–1920)

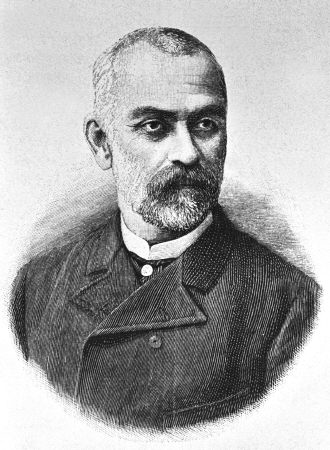
Angelos Vlachos

Angelos Vlachos (grekiska: Άγγελος Βλάχος), född 1838 i Aten, död där den 19 juli 1920, var en grekisk författare. 
Vlachos studerade juridik  i Aten samt i Berlin och Heidelberg. Han blev 1859 attaché i utrikesministeriet, 1863 byråchef i inrikesministeriet, 1865 sektionschef i kultusministeriet och 1875 i utrikesministeriet, där han 1880 befordrades till understatssekreterare. År 1885 valdes Vlachos till representant för Attika i nationalförsamlingen. Åren 1887-90 var han sändebud i Berlin och 1895 kultusminister. På vitterhetens område gjorde Vlachos sig känd genom diktsamlingar (Horai, 1860; Ek ton enonton), flera översättningar av tyska diktverk, en prisskrift över de homeriska sångernas historia (To homeriko’n zätema etoi historia ton homerikån epån, 1866) med mera. Sitt intresse för hemlandets språk och litteratur ådagalade han vidare genom utarbetande av Grammatik der neugriechischen Sprache (1864; 4:e upplagan 1883), Neugriechische Chrestomathie (1870; 2:a upplagan 1883) och en nygrekisk-fransk ordbok (1871).